# Дрэпер (лунный кратер)
Кратер Дрэпер (лат. Draper) — маленький ударный кратер в южной части Моря Дождей на видимой стороне Луны. Название присвоено в честь американского астронома Генри Дрейпера (1837—1882) и утверждено Международным астрономическим союзом в 1935 г. 

## Описание кратера
Ближайшими соседями кратера являются кратер Пифей на севере-северо-востоке; кратер Эратосфен на востоке-юго-востоке; кратер Гей-Люссак на юге и кратер Майер Т. на западе-юго-западе. На западе от кратера находится борозда Дрэпера, на юге лежат горы Карпаты, на востоке находятся горы Апеннины. Селенографические координаты центра кратера 17°34′ с. ш. 21°45′ з. д. / 17,56° с. ш. 21,75° з. д., диаметр 8,3 км, глубина 1,74 км.
Кратер имеет циркулярную чашеобразную форму. Вал с острой кромкой и гладким широким внутренним склоном спускающимся к центру чаши. Северо-восточная часть вала отмечена мелким приметным кратером. Высота вала над окружающей местностью достигает 300 м , объем кратера составляет приблизительно 20 км³. Дно чаши имеет сферическую форму. По морфологическим признакам кратер относится к типу ALC (по наименованию типичного представителя этого типа — кратера Аль-Баттани C).

## Сателлитные кратеры
| Дрэпер | Координаты                                            | Диаметр, км |
| ------ | ----------------------------------------------------- | ----------- |
| A      | 17°52′ с. ш. 23°25′ з. д. / 17,86° с. ш. 23,41° з. д. | 3,9         |
| C      | 17°04′ с. ш. 21°31′ з. д. / 17,07° с. ш. 21,51° з. д. | 7,4         |

## См.также
- Список кратеров на Луне
- Лунный кратер
- Морфологический каталог кратеров Луны
- Планетная номенклатура
- Селенография
- Минералогия Луны
- Геология Луны
- Поздняя тяжёлая бомбардировка